# Ленина (Миллеровский район)
Ленина — хутор в Миллеровском районе Ростовской области. Входит в состав Мальчевского сельского поселения.

## География
На хуторе имеется одна улица: Ленинская.

## История
Лютеранское село Николайталь основано в 1907 году на земле, выкупленной у помещика, графа Николая Фомина. В 1915 году 1225 десятин земли, 34 двора. В 1926 году в селе действовала начальная школа.
В советские годы переименована в Ленинталь. Колония была построена севернее хутора Поповка, в живописном месте, в долине, рядом с возвышенностями древних курганов и небольшим  оврагом, засаженным впоследствии лесом. Немцы прибыли сюда с Украины, в основном из Днепропетровской и Запорожской областей. В хуторе также проживало несколько русских семей.

## Население
| 2010 |
| ---- |
| 36   |